# Квирин
Квирин (лат. Quirinus) је један од најстаријих италских и римских богова. Бог рата који је вјероватно био и бог земљорадње.

## Култ
Поштовали су га зајено са Јупитером и Марсом, све док то тројство није замењено новом тријадом Јупитера, Јуноне и Минерве. Квирин је важио за бога римских грађана који нису припадали племству и по њему је назван један од седам римских брежуљака, Квиринал, на којему је био поштован. Ту му је 293. године прије нове ере посвећен храм који је изгорео, али га је Август поновно саградио.
Квирин (Quirinus Pater) је био јако поштован бог у старо доба, али касније му је значај опао. Био је бог Квирита, то јест Римљана, које су тако звали јер су били наоружан народ (quirus - копље).
Првобитно је био бог заштитник старога сабињанског насеља на брежуљку Квириналу које се стопило с Римом. Након тога постао је бог рата и заштитник целога Рима. Кад је превладао култ бога Марса, Квирина су изједначили с Ромулом, оснивачем града. Према легендама које међутим потичу тек из последњег века старе ере, Ромул је своје име по одласку на небо промијенио у Квирин. Римљани, сматрајући се Ромуловим потомцима, у свечаним су приликама себе називали квириновим народом - Квиритима. Култ Ромула - Квирина као утемељивача Рима развијали су и подстицали првенствено Цезар и Август. Квирину је било посвећено древно светилиште на брежуљку Квириналу, у којем је с Јупитером и Марсом био удружен у тзв. Квириналску тријаду, за разлику од Капитолске (Јупитер, Јунона, Минерва), преузете од Етрураца. Квирину је служило 12 свештеника, а свечаност у његову част, Квириналија, одржавала се 17. марта. Римска градска четврт, саграђена на том брежуљку, и данас се зове Квиринале.